# Ungheni (gmina)
Ungheni – gmina w Rumunii, w okręgu Jassy. Obejmuje miejscowości Bosia, Coada Stâncii, Mânzătești i Ungheni. W 2011 roku liczyła 4173 mieszkańców.
Znajduje się tu przejście graniczne z Mołdawią. Most nad Prutem jest jednocześnie kolejowym przejściem granicznym z Mołdawią. Po drugiej stronie rzeki leży mołdawskie miasto o tej samej nazwie: Ungheni.